# آن-ماری بریلوند
آن-ماری بریلوند (سوئدی: Anne-Marie Berglund؛ ‏ ۳۱ ژانویهٔ ۱۹۵۲ – ۶ مارس ۲۰۲۰) شاعر، رمان‌نویس و نویسنده اهل سوئد بود.
از فیلم‌هایی که وی در آن‌ها نقش داشته است، می‌توان به در برج اسد اشاره نمود.